# Nagi Hanatani
Nagi Hanatani (jap. 花谷なぎ, Hanatani Nagi; * 7. März 1995 in Matsuyama, Präfektur Ehime) ist eine japanische Tennisspielerin.

## Karriere
Hanatani begann mit sechs Jahren mit dem Tennissport und sie bevorzugt den Hartplatz. Auf der ITF Women’s World Tennis Tour konnte sie bislang zwei Doppeltitel gewinnen.
2018 erreichte sie über die Qualifikation das Hauptfeld im Dameneinzel der Kunming Open, ihrem ersten Turnier der WTA Challenger Series. Sie verlor dort aber bereits in der ersten Runde gegen Yang Zhaoxuan mit 3:6, 6:4 und 3:6.
2020 spielte sie in der Qualifikation zu den GSB Thailand Open, ihrem ersten Turnier der WTA Tour, wo sie aber bereits ihr erstes Match gegen Peangtarn Plipuech mit 6:3, 0:6 und 3:6 verlor.
2021 zog sie aus der Qualifikation als Lucky Loser in das Hauptfeld im Dameneinzel der Tennis in the Land ein, wo sie mit einem verletzungsbegünstigten Sieg über Anna Wladimirowna Blinkowa das Achtelfinale erreichen konnte, wo sie dann aber klar mit 0:6 und 0:6 gegen Kateřina Siniaková verlor.

## Turniersiege

### Doppel
| Nr. | Datum         | Turnier  | Kategorie   | Belag     | Partnerin       | Finalgegnerinnen           | Ergebnis          |
| --- | ------------- | -------- | ----------- | --------- | --------------- | -------------------------- | ----------------- |
| 1.  | 23. März 2014 | Kofu     | ITF $10.000 | Hartplatz | Hikari Yamamoto | Riko Fujioka Hayaka Murase | 3:6, 6:2, [10:7]  |
| 2.  | 24. Juli 2016 | Hongkong | ITF $10.000 | Hartplatz | Alana Parnaby   | Gai Ao Zhang Ying          | 6:4, 4:6, [13:11] |